# Grashof Gymnasium
Das Grashof Gymnasium (ehemalig Gymnasium an der Grashofstraße) ist ein städtisches Gymnasium im Essener Stadtteil Bredeney. Die Europaschule hat einen bilingualen Zweig und wurde für die Mehrsprachigkeit mit CertiLingua ausgezeichnet. Jedes Jahr veranstaltet die Schule eine stufenübergreifende Musicalaufführung oder Tanzveranstaltung, welche GraTa (Grashof tanzt) genannt wird.

## Geschichte
Das Grashof Gymnasium wurde 1910 als „Mädchengymnasium Bredeney“ gegründet und war bis 1932 in verschiedenen Räumlichkeiten untergebracht, unter anderem in der katholischen Volksschule in der Voßbuschstraße und im ehemaligen Bredeneyer Rathaus. Im Jahr 1932 zog die Schule in das neu errichtete Gebäude an der Grashofstraße. Seit dem Jahrgang 1973/74 nimmt die Schule alle Geschlechter auf und wurde nach dem Ingenieur Franz Grashof umbenannt.

### Gebäude
1929 wurde mit dem Bau des von Alfred Fischer entworfenen Gebäudes im Stil des Neuen Bauens begonnen. Die damals als städtisches Lyzeum bezeichnete Schule war im Januar 1932 fertiggestellt. Der Hauptflügel, der die Klassenräume beherbergt, steht im rechten Winkel zum Seitenflügel mit Aula und Turnhalle.
Das seit 1989 denkmalgeschützte Gebäude wurde im Zweiten Weltkrieg beschädigt, aber weitgehend originalgetreu wiederaufgebaut.